# Les Alleux
Les Alleux là một xã ở tỉnh Ardennes, thuộc vùng Grand Est ở phía bắc nước Pháp.